# Marek Czakon
Marek Czakon (Opole, 1 de diciembre de 1963-25 de abril de 2024) fue un futbolista polaco que jugó en la posición de delantero.

## Equipos
| Periodo   | Club                  |
| --------- | --------------------- |
| 1984-1985 | Odra Opole            |
| 1985      | Górnik Zabrze         |
| 1986-1988 | Olimpia Poznań        |
| 1988      | Broń Radom            |
| 1989–1991 | FC Ilves              |
| 1991-1994 | BK Frem               |
| 1994      | Naestved BK           |
| 1994-1996 | Eintracht Trier       |
| 1996      | 1. FC Union Berlin    |
| 1997      | SV Waldhof Mannheim   |
| 1997-1999 | Eintracht Trier       |
| 1999-2001 | SV Elversberg         |
| 2001-2004 | US Hostert            |
| 2004      | SG Gusenburg/Grimburg |
| 2005–2008 | SV Pölich/Schleich    |

## Logros
- Goleador de la Veikkausliiga: 1990 (16 goles)[2]